# Generalgouverneur von Kanada
Der Generalgouverneur von Kanada (englisch Governor General, französisch maskulin Gouverneur général und feminin Gouverneure générale) ist der Repräsentant des kanadischen Monarchen. Kanada ist eines von fünfzehn Commonwealth Realms, die alle denselben Monarchen haben. Dies ist derzeit König Charles III. Der Generalgouverneur tritt als vizeköniglicher Repräsentant des Monarchen in Kanada auf. Ein königliches Dekret (Letters Patent) aus dem Jahr 1947 gewährte dem Generalgouverneur die Stellung des Oberbefehlshabers der Kanadischen Streitkräfte im Namen des Königs von Kanada – formaltheoretisch zumindest.
Da Kanada eine parlamentarische Monarchie ist, beschränken sich die Aufgaben des Generalgouverneurs zumeist auf zeremonielle Funktionen. In der Praxis liegt die größte politische Macht beim Parlament von Kanada, das aus der Krone, dem Senat und dem Unterhaus besteht, sowie beim Premierminister und dem Kabinett. Nach der Verfassung übt der Generalgouverneur seine Befugnisse mit wenigen Ausnahmen grundsätzlich nur auf Ratschlag des Premierministers und anderer Minister aus. Obwohl der König von Kanada auch gleichzeitig der König des Vereinigten Königreichs ist, hat die britische Krone heutzutage keinen Einfluss auf den Generalgouverneur. Sie hat auch keine Befugnis mehr, sich auf andere Weise in kanadische Angelegenheiten einzumischen. Ebenso wenig nimmt der König persönlich Einfluss auf die kanadische Politik. Er hat zwar die Befugnis, den Generalgouverneur zu bestimmen, allerdings muss er auch dafür den Ratschluss des kanadischen Premierministers annehmen. Jede Verfassungsänderung bezüglich des Amtes des Generalgouverneurs bedarf der Zustimmung des Unterhauses, Senats und aller Provinzparlamente.
Vom 2. Oktober 2017 bis zum 21. Januar 2021 war Julie Payette die 29. Generalgouverneurin von Kanada. Sie trat nach Abschluss einer unabhängigen Untersuchung über das von ihr geschaffene Arbeitsumfeld als Generalgouverneurin zurück. Während der Zeit bis zur Ernennung einer Nachfolgerin wurden die Aufgaben durch Richard Wagner, Vorsitzender des Obersten Gerichtshofes von Kanada, als „Administrator of the Government of Canada“ wahrgenommen. Am 6. Juli 2021 wurde die Ernennung von Mary Simon zur 30. Generalgouverneurin von Kanada bekanntgegeben. Simon ist die erste Inuk, die zur Vertreterin der Königin bzw. des Königs ernannt wurde.

## Geschichte
Die französische Besiedlung Nordamerikas begann etwa 1580. Die ausgedehnte Kolonie Neufrankreich, die aus Kanada, Louisiana und Akadien bestand, gewann jedoch erst während des frühen und mittleren 17. Jahrhunderts größere Bedeutung. Der Entdecker Samuel de Champlain wurde etwa 1613 zum ersten inoffiziellen Gouverneur von Neufrankreich. Im Jahr 1636 wurde Charles Huault de Montmagny als Erster offiziell in dieses Amt ernannt. Ursprünglich war Neufrankreich durch die französische Kompanie der Einhundert Gesellschafter (Compagnie des Cent-Associés) verwaltet worden. Doch im Jahr 1663 übernahm König Ludwig XIV. die Kontrolle über die Kolonie. Ab diesem Jahr hatte das Oberhaupt der französischen Verwaltung in Neufrankreich den Titel eines Generalgouverneurs. Der erste Amtsinhaber war Augustin de Saffray de Mésy, von 1663 bis 1665.
Frankreich verlor den größten Teil seiner nordamerikanischen Besitzungen im Zuge des Siebenjährigen Kriegs (1756–1763), darunter auch Kanada. Dieses Ergebnis wurde schließlich im Vertrag von Paris bestätigt. Durch die Königliche Proklamation von 1763 wurde Kanada zur Provinz von Québec umbenannt. Gleichzeitig wurde das Amt eines Gouverneurs von Québec eingerichtet. Generalleutnant Sir Jeffrey Amherst regierte die Provinz während der letzten Jahre des Siebenjährigen Krieges. Der erste Zivilist, der dieses Amt übernahm, war im Jahr 1764 James Murray. Die Provinzen Nova Scotia und New Brunswick wurden weiterhin separat von ihren eigenen königlichen Gouverneuren regiert. Um etwa 1780 freundete sich die britische Regierung des Premierministers William Pitt mit der Idee an, dass die Provinzen von Québec, Nova Scotia und New Brunswick durch einen gemeinsamen Chefgouverneur (später umbenannt in Generalgouverneur) regiert werden sollten. Der Erste, der dieses gemeinsame Amt bekleidete, war Lord Dorchester, der 1786 ernannt wurde. Dem Chefgouverneur oder später dem Generalgouverneur unterstanden direkt jedoch nur die Provinz Niederkanada; Oberkanada, Nova Scotia und New Brunswick wurden durch ihre eigenen stellvertretenden Gouverneure (Vizegouverneure) verwaltet. Im Jahr 1841 wurden Niederkanada und Oberkanada zur Provinz Kanada zusammengefasst. Fortan wurden diese Provinzen vom Generalgouverneur geführt.
Die Rolle des Generalgouverneurs veränderte sich nach den Rebellionen von 1837 grundlegend. Bald nach den Rebellionen erklärte sich die britische Regierung damit einverstanden, den kanadischen Provinzen eine verantwortungsvolle Regierung zu gewähren. Als Ergebnis wandelte sich die Rolle des Generalgouverneurs und der Stellvertretenden Gouverneure zu einer mehr nominellen Führerschaft, während die wirkliche Macht durch demokratisch gewählte parlamentarische Versammlungen und Provinzpremiers ausgeübt wurde. Diese Abmachung hatte auch nach der Umwandlung Kanadas zum Dominion im Jahr 1867 Bestand. Der Generalgouverneur und die Stellvertretenden Gouverneure blieben die symbolischen Repräsentanten der Krone und der britischen Regierung, während die tatsächliche politische Macht im Amt des Premierministers von Kanada und der Premiers blieb, die diese auf bundesstaatlicher beziehungsweise provinzieller Ebene ausübten.
Die Stellung des Generalgouverneurs erfuhr in den 1920er und frühen 1930er Jahren als Reaktion auf die King-Byng-Affäre größere Veränderungen. Im Jahr 1926 forderte der liberale Premierminister William Lyon Mackenzie King den Generalgouverneur Lord Byng of Vimy auf, das Parlament aufzulösen. Der Generalgouverneur nutzte jedoch sein Notstandsbefugnis (Reserve power), um das Ersuchen abzulehnen. Er begründete dies damit, dass die allgemeinen Wahlen erst wenige Monate zuvor abgehalten worden waren. Entsprechend trat King zurück, und Lord Byng ernannte Arthur Meighen zum Nachfolger. Innerhalb einer Woche wurde jedoch Meighens konservativer Regierung in einer Abstimmung im House of Commons das Misstrauen ausgesprochen, wodurch der Generalgouverneur dazu gezwungen wurde, das Parlament aufzulösen und Neuwahlen auszurufen. Nachdem Mackenzie King mit einer klaren Parlamentsmehrheit an die Macht zurückgekehrt war, trachtete er danach, das Amt des Generalgouverneurs neu zu definieren.
An der Reichskonferenz 1926 nahmen das Vereinigte Königreich, Kanada und andere Dominions die Balfour-Deklaration an. Die Deklaration erkannte an, dass die Dominions gleichberechtigten Status wie das Vereinigte Königreich hatten, und dass jeder Generalgouverneur fortan lediglich als Repräsentant der Krone in den entsprechenden Dominions auftreten würde, nicht als Vertreter der britischen Regierung. Stattdessen sollten die Funktionen des Vertreters der britischen Regierung auf High Commissioners übergehen, deren Aufgaben denen eines Botschafters ähnelten. Das Prinzip der Gleichberechtigung der Dominions wurde durch das Statut von Westminster 1931 weiter gestärkt. Das Konzept, dass das gesamte Territorium des Britischen Empires zur Krone gehörte, wurde aufgegeben. Stattdessen wurde fortan davon ausgegangen, das jedes Dominion ein eigenes Königreich aus eigenem Recht sein sollte. Damit war der britische Monarch nun jeweils König des Vereinigten Königreichs, König von Kanada, König von Australien und so weiter. Obwohl nun das Dominion von Kanada als unabhängig von und gleichberechtigt mit dem Vereinigten Königreich anerkannt war, blieb es vorderhand doch Sitte, dass der Generalgouverneur ein Brite und nicht ein Kanadier war. Der Begriff Dominion wurde ebenfalls nicht mehr verwendet, da er darauf hindeutete, dass die britische Regierung irgendeinen Einfluss auf Kanada ausübt, was nicht der Fall ist. Der erste kanadische Generalgouverneur war Vincent Massey, der erst 1952 ernannt wurde. Seitdem werden nur noch Kanadier vorgeschlagen und ernannt; es ist aber üblich, dass englisch- und französischsprachige Generalgouverneure abwechseln, um einen Ausgleich zwischen den beiden Sprachgruppen Kanadas zu schaffen.
Nach diesen Umwälzungen kamen die nächsten bedeutenden Änderungen für das Amt während der Amtszeit von Roland Michener (1967–1974). Michener vereinfachte das Protokoll und die Förmlichkeiten um das Amt. Zum Beispiel wurde die langwährende Tradition des Verneigens und Hofknickses vor dem Generalgouverneur fallen gelassen. Michener behielt die traditionelle Militäruniform des Amtes bei, doch er war der letzte Generalgouverneur, der sie trug. Im Jahr 1971 besuchte Michener Trinidad und Tobago und wurde damit zum ersten Generalgouverneur, der einem anderen Land einen Staatsbesuch abstattete. Dieser Besuch war anfänglich Quell einer Kontroverse, da viele den Standpunkt vertraten, dass der Monarch und nicht der Generalgouverneur rechtlich das kanadische Staatsoberhaupt war. Trotz allem dauerte die Kontroverse nicht lange an. Heutzutage ist es vollkommen normal, wenn der Generalgouverneur in anderen Ländern auf Staatsbesuch geht.
Das Amt des Generalgouverneurs war gelegentlich ein umstrittenes Thema in Kanada. Bewegungen wie Bürger für eine kanadische Republik treten für eine Demokratisierung ein und wollen die Befugnisse des Generalgouverneurs für eine spätere Umwandlung in eine parlamentarische Republik wie in Irland oder Indien festschreiben. Damit würde die kanadische Monarchie abgeschafft. Dem gegenüber steht die Monarchistische Liga, die die Beibehaltung des Generalgouverneurs als Repräsentanten des herrschenden Monarchen befürwortet. Seit dem Scheitern des Meech Lake Accord 1987 und des Charlottetown Accord 1992 haben kanadische Politiker wenig Gefallen daran gefunden, derartige Verfassungsfragen erneut zu thematisieren. Besonders weichen sie solch polarisierenden Themen wie der Monarchie aus. Derzeit findet die Frage der Abschaffung der Monarchie kaum Beachtung in der öffentlichen Debatte, da viele Kanadier den Konflikt über eine eventuelle Souveränität Québecs für dringlicher halten. Dadurch hat die republikanische Bewegung in Kanada weniger Zulauf als vergleichbare Bewegungen in anderen Commonwealth Realms wie zum Beispiel Australien.

## Ernennung
Der Monarch ernennt den Generalgouverneur auf Ratschlag des Premierministers von Kanada. Zwischen 1867 und 1952 war jeder Generalgouverneur ein Untertan des Vereinigten Königreichs und ein Mitglied des Adels. Der letzte britische Generalgouverneur war Harold Alexander, 1. Viscount Alexander of Tunis, der sein Amt zwischen 1946 und 1952 führte. Seit der Ernennung von Vincent Massey 1952 wurde das Amt nur noch von Kanadiern ausgefüllt. Zudem hat sich die Sitte eingebürgert, dass das Amt im Wechsel von Anglokanadiern und Frankokanadiern ausgeübt wird. Seit 1967 übermittelte der Premierminister nur noch einen Kandidatennamen, wenn er um die Ernennung eines vizeköniglichen Repräsentanten bat. Zuvor waren der Königin noch mehrere Kandidaten zur Auswahl vorgelegt worden.
Obwohl die Generalgouverneure ihr Amt überparteilich ausführen sollen, sind sie meist ehemalige Politiker. Seit 1952 sind Personen in das Amt ernannt worden, die auf Karrieren als Diplomaten, Kabinettsmitglieder oder Parlamentspräsidenten zurückblicken konnten. Die ehemalige Generalgouverneurin Adrienne Clarkson war zuvor Autorin und Fernsehmoderatorin. Sie ist die erste Generalgouverneurin ohne politischen oder militärischen Hintergrund. Sie war auch die erste Kanadierin mit asiatischem Hintergrund und erst die zweite Frau in diesem Amt. Die erste weibliche Generalgouverneurin war Jeanne Sauvé, die das Amt zwischen 1984 und 1990 bekleidete. Die dritte Generalgouverneurin Kanadas war Michaëlle Jean, die das Amt von 2005 bis 2010 ausübte.
Im Einklang mit der Tradition tritt der Generalgouverneur für mindestens fünf Jahre als Repräsentant des Monarchen auf. Der kanadische Premierminister kann aber den Monarchen bitten, die Amtszeit zu verlängern. Zum Beispiel hätte Adrienne Clarksons Amtszeit im Jahr 2004 nach fünf Jahren geendet. Ihre Ernennung zum Generalgouverneur wurde auf den Rat des Premierministers Paul Martin jedoch verlängert, da er es für angebracht hielt, einen erfahrenen Generalgouverneur im Amt zu lassen, während Kanada von einer Minderheitsregierung geführt wurde. Die Amtszeiten anderer Generalgouverneure, darunter auch die von Georges Vanier und Roland Michener wurden über fünf Jahre hinaus verlängert. Generalgouverneure können natürlich auch zurücktreten, wie es bei Roméo LeBlanc 1999 wegen gesundheitlicher Probleme geschah.
Sofern der Generalgouverneur stirbt oder das Land für mehr als einen Monat verlässt, übernimmt der Oberste Richter von Kanada, oder an dessen Stelle ein oberster Richter des Verfassungsgerichts von Kanada als Verwalter der Regierung die Amtsgeschäfte. Damit einher gehen auch alle Befugnisse des Generalgouverneurs. Die einzigen Personen, die aufgrund des Todes eines Generalgouverneurs die Amtsgeschäfte übernahmen, waren der Oberste Richter Sir Lyman Poore Duff 1940 und der Oberste Richter Robert Taschereau 1967.

## Politische Rolle
Obwohl die Befugnisse des Generalgouverneurs in der Theorie weit gefasst sind, sind sie doch in der Praxis eng umgrenzt. Der Generalgouverneur ist ein symbolischer und nomineller Oberverwalter, dessen Amtsbefugnisse aufgrund Gewohnheitsrecht mit Verfassungsrang und Präzedenzfällen eingeschränkt sind. Sofern der Generalgouverneur versuchen würde, ohne Rücksicht auf das verfassungsmäßige Gewohnheitsrecht und nur auf Grundlage des eigenen Gutdünkens zu handeln, würde das höchstwahrscheinlich zu öffentlichen Protesten und einer Verfassungskrise führen. Beinahe ausschließlich nimmt der Generalgouverneur die königlichen Vorrechte in Abstimmung mit dem Premierminister und den anderen Ministern in Anspruch. Der Premierminister und die Minister ihrerseits sind dem House of Commons gegenüber verantwortlich. Dieses wiederum bezieht seine demokratische Legitimität durch das Volk.
Wann immer es notwendig wird, ist der Generalgouverneur dafür verantwortlich, einen neuen Premierminister zu ernennen. Gemäß der ungeschriebenen verfassungsmäßigen Gewohnheit muss der Generalgouverneur diejenige Person ernennen, deren Unterstützung durch das Parlament am wahrscheinlichsten ist. Dies ist normalerweise der Mehrheitsführer. Sofern keine Partei eine Mehrheit erzielen konnte, kann es zu einer Koalitionsregierung kommen, deren gewählter Führer dann zum Premierminister ernannt wird. Solche Koalitionsregierungen sind jedoch ziemlich selten in Kanada. In einem Parlament, in dem es weder einen klaren Mehrheitsführer noch eine Koalition zur Mehrheit gibt, soll der Generalgouverneur denjenigen zum Premierminister ernennen, dessen Unterstützung durch das Parlament am wahrscheinlichsten ist. Dies ist dann meist, jedoch nicht immer, der Chef der Partei mit den meisten Sitzen im Parlament. So blieb zum Beispiel Paul Martin nach den Wahlen von 2004 Premierminister, obgleich seine Partei keine Mehrheit der Parlamentssitze für sich erzielen konnte.
Der Generalgouverneur ernennt und entlässt die Kabinettsminister und andere Minister, doch dies ausschließlich auf Vorschlag des Premierministers. Somit übt in der Praxis der Premierminister und nicht der Generalgouverneur die vollständige Kontrolle über die Zusammensetzung des Kabinetts aus. Der Generalgouverneur kann in der Theorie eigenmächtig den Premierminister entlassen, doch das Gewohnheitsrecht und Präzedenzfälle stehen einer solchen Handlung im Weg.

## Funktionen
Der Generalgouverneur ist der Repräsentant des kanadischen Monarchen und darf die meisten Befugnisse ausüben, die der kanadischen Krone zustehen. Sofern der Monarch sich in Kanada aufhält, kann er die Befugnisse auch persönlich ausüben. Des Weiteren dürfen nach der Verfassung einige Befugnisse ausschließlich durch den Monarchen selbst ausgeübt werden. Dazu gehört zum Beispiel die Befugnis, die Vergrößerung des Senats zu erlauben.
Der Generalgouverneur beruft das Parlament ein, vertagt es und löst es auf. Jede Parlamentssitzung beginnt mit der Einberufung durch den Generalgouverneur. Die neue Legislaturperiode beginnt mit der Parlamentseröffnung, während der der Generalgouverneur in der Senatskammer die Thronrede hält. Hierbei verliest er die Regierungserklärung, die ihm vom Premierminister und dem Kabinett übermittelt wurde. Die Vertagung ereignet sich etwa ein Jahr, nachdem die erste Sitzung abgehalten wurde, wodurch die Sitzungsperiode offiziell abgeschlossen wird. Die Auflösung beendet die Legislaturperiode, die höchstens fünf Jahre andauert. Hiernach kommt es zu allgemeinen Wahlen für alle Sitze des House of Commons. Diese Befugnisse werden immer auf Ratschlag des Premierministers ausgeübt. Der Zeitpunkt der Parlamentsauflösung wird durch verschiedene Faktoren beeinflusst. Der Premierminister wählt normalerweise den politisch günstigsten Moment für seine Partei. Theoretisch kann der Generalgouverneur die Auflösung verweigern, doch die Einzelheiten, wann dies zulässig ist, sind unklar. Das letzte Mal, bei dem der Generalgouverneur dem Premierminister die Auflösung verweigerte, war während der oben erwähnten King-Byng-Affäre im Jahr 1926.
Alle Gesetze treten im Namen des Monarchen in Kraft. Bevor ein Gesetzentwurf zum Gesetz wird, ist die königliche Zustimmung erforderlich. Der Generalgouverneur vertritt dabei den Monarchen. Theoretisch hat er dabei drei Möglichkeiten: er kann die königliche Zustimmung erteilen, sie zurückhalten, was einem Veto entspricht, oder sie der Bedeutung des königlichen Gefallens unterstellen, das heißt dem Monarchen persönlich zur Entscheidung vorlegen. Sofern der Generalgouverneur die königliche Zustimmung erteilt, kann der Monarch innerhalb von zwei Jahren dem Gesetz nachträglich die Genehmigung entziehen, wodurch es nichtig wird. Nach modernem gewohnheitsrechtlichen Verfassungsverständnis wird die königliche Zustimmung immer erteilt, und Gesetzen wird niemals nachträglich die Genehmigung entzogen.
Der Generalgouverneur hat auch die Befugnis, die Bundesminister, Senatoren, Richter und andere Beamte zu ernennen. In der Praxis werden die zu Ernennenden jedoch durch den Premierminister und die anderen Minister bestimmt. Des Weiteren ist der Generalgouverneur für die Ernennung der Vizegouverneure der Provinzen im Namen des Monarchen zuständig. Auch hier wiederum wählt der Premierminister die zu Ernennenden aus, obwohl hierbei auch den Premiers der Provinzen eine beratende Rolle zukommt. Ein Vizegouverneur kann, statt die königliche Zustimmung zu erteilen, dem Generalgouverneur persönlich den Gesetzentwurf zur Entscheidung vorlegen. Diese Praxis wird jedoch nicht mehr angewendet, nachdem sie zuletzt vom Vizegouverneur von Saskatchewan 1961 ausgeübt wurde. Die Kommissare der kanadischen Territorien werden nicht durch den Generalgouverneur ernannt. Sie treten auch nicht als Repräsentanten der Krone auf.
Des Weiteren übt der Generalgouverneur einige Funktionen aus, die ansonsten einem Staatsoberhaupt zustehen. Er geht auf Staatsbesuche, empfängt ausländische Staatsoberhäupter sowie Botschafter und Konsuln. Formal sind die Beglaubigungsschreiben der neu ankommenden Botschafter und Konsuln an den Monarchen gerichtet. Seit Anfang 2005 wurden sie direkt an den Generalgouverneur adressiert, ohne Erwähnung des Monarchen. Diese Entscheidung hat einige Kontroversen ausgelöst und den Zorn mehrerer Monarchisten hervorgerufen.
Die Funktionen des Generalgouverneurs sind hauptsächlich zeremonieller Natur. Er füllt die symbolische Rolle des Oberbefehlshabers des kanadischen Militärs aus. Der Generalgouverneur beteiligt sich an den Staatsbanketten und anderen Funktionen, und er verteilt Orden, Auszeichnungen und Preise. Es ist zur Gewohnheit geworden, dass jeder scheidende Generalgouverneur einen meist sportlichen Preis oder eine Auszeichnung in seinem Namen stiftet. Der Generalgouverneur ist der Regimentsoberst (Colonel of the Regiment) der drei kanadischen Household-Regimenter, der Horse Guards des Generalgouverneurs, der Foot Guards des Generalgouverneurs und der Grenadier Guards des Generalgouverneurs. Diese zeremonielle Position ist direkt dem Monarchen untergeordnet, der Regimentschef (Colonel-in-Chief) ist.

## Protokollarische Stellung und Privilegien
Im Protokoll in Kanada ist der Generalgouverneur nur dem Monarchen nachgeordnet. Während der Amtsführung steht dem Generalgouverneur sowie seiner Gemahlin der Titel „Seine Exzellenz“ oder „Ihre Exzellenz“ zu. Weiter werden die Generalgouverneure bei ihrer Pensionierung in den Kronrat Kanadas (King's Privy Council for Canada) berufen, womit ihnen der Titel „Right Honourable“ auf Lebenszeit zusteht. Der Titel „Ihre Exzellenz“ steht ihnen nach ihrem Ausscheiden aus dem Amt nicht mehr zur Verfügung. Der Generalgouverneur ist der einzige Kanadier mit dem Anspruch auf den Titel Exzellenz auf kanadischem Boden.
Während der Amtszeit ist der Generalgouverneur auch der Kanzler und Erster Gefährte des Ordens von Kanada, der Kanzler des Ordens der militärischen Verdienste und der Kanzler des Ordens der Verdienste der Polizeikräfte. Insofern ist er berechtigt, die Abzeichen dieser Orden zusammen mit seinen anderen Auszeichnungen zu tragen. Die Flagge des Generalgouverneurs ist eine blaue Flagge mit einem gekrönten Löwen, der ein rotes Ahornblatt in der rechten Vorderpfote hält. Diese 1981 geschaffene Flagge hat Vorrang vor allen anderen Flaggen außer der persönlichen Flagge des kanadischen Monarchen. Die Flagge kann sowohl an einem Fahrzeug aufgezogen werden, in dem der Generalgouverneur reist, als auch auf einem Gebäude gehisst werden, in dem sich der Generalgouverneur aufhält oder residiert. Bei Staatsbesuchen im Ausland verwendet der Generalgouverneur typischerweise die kanadische Nationalflagge als bekannteres kanadisches Symbol.
Der Vizekönigliche Salut ist die Hymne, mit der der Generalgouverneur üblicherweise gegrüßt wird. Der Salut beinhaltet sechs Zeilen der königlichen Hymne God Save the King und die ersten vier und letzten vier Zeilen der Nationalhymne O Canada. Bei Staatsbesuchen im Ausland wird lediglich O Canada gespielt, um den Generalgouverneur zu begrüßen.
Der Generalgouverneur erhält ein jährliches Gehalt von 110.126 $. Seine offizielle Residenz ist Rideau Hall in Ottawa. Die Frau des Generalgouverneurs wird auch die Kastellanin von Rideau Hall genannt. Es gibt jedoch kein Äquivalent für die Ehemänner der Generalgouverneurinnen. Seit 1872 hat der Generalgouverneur einen Nebensitz in der Zitadelle von Québec.